# Brian Rolston
Brian Lee Rolston (* 21. února 1973 ve Flintu, Michigan, Spojené státy americké) je bývalý americký profesionální hokejový útočník.

## Reprezentace
Rolston se třikrát zúčastnil mistrovství světa juniorů – v letech 1991, 1992 (bronz) a 1993. V sezoně 1993/94 strávil většinu ročníku v celku americké reprezentace za kterou pak hrál i na olympijském turnaji v Lillehammeru 1994. Zahrál si i na olympijských turnajích v Salt Lake City 2002 (stříbro) a Turíně 2006. Dvakrát se zúčastnil i Světového poháru – 1996 (vítěz) a 2004 – a mistrovství světa 1996 (bronz).

### Reprezentační statistiky
| 1991 | USA 20 | MS 20 | 8 | 1 | 5 | 6 | 0 |
| 1992 | USA 20 | MS 20 | 7 | 3 | 3 | 6 | 2 |
| 1993 | USA 20 | MS 20 | 7 | 6 | 2 | 8 | 2 |
| 1994 | USA    | OH    | 8 | 7 | 0 | 7 | 8 |
| 1996 | USA    | MS    | 8 | 3 | 4 | 7 | 4 |
| 1996 | USA    | SP    | 1 | 0 | 0 | 0 | 0 |
| 2002 | USA    | OH    | 6 | 0 | 3 | 3 | 0 |
| 2004 | USA    | SP    | 2 | 0 | 0 | 0 | 0 |
| 2006 | USA    | OH    | 6 | 3 | 1 | 4 | 4 |

## Kariéra
Útočník byl draftován do NHL v roce 1991 celkem New Jersey Devils již na celkové 11. pozici. V té době hrál ligu NAHL za Detroit Compuware Ambassadors. Po draftu přesídlil do univerzitního mužstva Lake Superior State, kde působil v letech 1991–1993 (v obou ročnících slavil se spoluhráči celkový triumf v soutěži CCHA, v roce 1992 vyhráli i finálový univerzitní turnaj NCAA). Po olympijském turnaji v roce 1994 (viz výše) odehrál závěr sezony za Albany River Rats – farmu New Jersey. V tomto celku načal i ročník 1994/95, ale dohrál jej již v hlavním celku Devils a hned se radoval ze zisku Stanley Cupu. V New Jersey hrál až do průběhu ročníku 1999/2000, kdy byl vyměněn do Colorado Avalanche. Sezonu nakonec dohrál v mužstvu Boston Bruins, kde zakotvil až do roku 2004. Po výluce NHL v sezoně 2004/05 odehrál tři roky za Minnesota Wild. V letech 2008–2011 působil opět v New Jersey Devils.
Ve své poslední sezoně 2011/12 hájil barvy New York Islanders, na dresu nosil písmeno A, určené pro alternativního kapitána. Těsně před přestupovou uzávěrkou přestoupil do Boston Bruins.
V sezoně 2006/07 si zahrál v NHL All-Star Game.

## Klubové statistiky
- Debut v NHL – 5. února 1995 (NEW JERSEY DEVILS – Pittsburgh Penguins)
- První gól v NHL – 27. února 1995 (NEW JERSEY DEVILS – Montreal Canadiens vítězný gól)
- První bod v NHL – 15. února 1995 (NEW JERSEY DEVILS – Washington Capitals)

| Sezona       | Klub                          | Soutěž       | Základní část | Základní část | Základní část | Základní část | Základní část | Play off | Play off | Play off | Play off | Play off |
| Sezona       | Klub                          | Soutěž       | Z             | G             | A             | B             | TM            | Z        | G        | A        | B        | TM       |
| ------------ | ----------------------------- | ------------ | ------------- | ------------- | ------------- | ------------- | ------------- | -------- | -------- | -------- | -------- | -------- |
| 1989/90      | Detroit Compuware Ambassadors | NAHL         | 40            | 36            | 37            | 73            | 57            | —        | —        | —        | —        | —        |
| 1990/91      | Detroit Compuware Ambassadors | NAHL         | 36            | 49            | 46            | 95            | 14            | —        | —        | —        | —        | —        |
| 1991/92      | Lake Superior State Lakers    | CCHA         | 41            | 18            | 28            | 46            | 16            | —        | —        | —        | —        | —        |
| 1992/93      | Lake Superior State Lakers    | CCHA         | 39            | 33            | 31            | 64            | 20            | —        | —        | —        | —        | —        |
| 1993/94      | Albany River Rats             | AHL          | 17            | 5             | 5             | 10            | 8             | 5        | 1        | 2        | 3        | 0        |
| 1994/95      | New Jersey Devils             | NHL          | 40            | 7             | 11            | 18            | 17            | 6        | 2        | 1        | 3        | 4        |
|              | Albany River Rats             | AHL          | 18            | 9             | 11            | 20            | 10            | —        | —        | —        | —        | —        |
| 1995/96      | New Jersey Devils             | NHL          | 58            | 13            | 11            | 24            | 8             | —        | —        | —        | —        | —        |
| 1996/97      | New Jersey Devils             | NHL          | 81            | 18            | 27            | 45            | 20            | 10       | 4        | 1        | 5        | 6        |
| 1997/98      | New Jersey Devils             | NHL          | 76            | 16            | 14            | 30            | 16            | 6        | 1        | 0        | 1        | 2        |
| 1998/99      | New Jersey Devils             | NHL          | 82            | 24            | 33            | 57            | 14            | 7        | 1        | 0        | 1        | 2        |
| 1999/00      | New Jersey Devils             | NHL          | 11            | 3             | 1             | 4             | 0             | —        | —        | —        | —        | —        |
|              | Colorado Avalanche            | NHL          | 50            | 8             | 10            | 18            | 12            | —        | —        | —        | —        | —        |
|              | Boston Bruins                 | NHL          | 16            | 5             | 4             | 9             | 6             | —        | —        | —        | —        | —        |
| 2000/01      | Boston Bruins                 | NHL          | 77            | 19            | 39            | 58            | 28            | —        | —        | —        | —        | —        |
| 2001/02      | Boston Bruins                 | NHL          | 82            | 31            | 31            | 62            | 30            | 6        | 4        | 1        | 5        | 0        |
| 2002/03      | Boston Bruins                 | NHL          | 81            | 27            | 32            | 59            | 32            | 5        | 0        | 2        | 2        | 0        |
| 2003/04      | Boston Bruins                 | NHL          | 82            | 19            | 29            | 48            | 40            | 7        | 1        | 0        | 1        | 8        |
| 2004/05      | Stávka hráčů                  | NHL          | —             | —             | —             | —             | —             | —        | —        | —        | —        | —        |
| 2005/06      | Minnesota Wild                | NHL          | 81            | 34            | 45            | 79            | 48            | —        | —        | —        | —        | —        |
| 2006/07      | Minnesota Wild                | NHL          | 78            | 31            | 33            | 64            | 46            | 5        | 1        | 1        | 2        | 4        |
| 2007/08      | Minnesota Wild                | NHL          | 81            | 31            | 28            | 59            | 53            | 6        | 2        | 4        | 6        | 8        |
| 2008/09      | New Jersey Devils             | NHL          | 64            | 15            | 17            | 32            | 30            | 7        | 1        | 1        | 2        | 4        |
| 2009/10      | New Jersey Devils             | NHL          | 80            | 20            | 17            | 37            | 22            | 5        | 2        | 1        | 3        | 0        |
| 2010/11      | New Jersey Devils             | NHL          | 65            | 14            | 20            | 34            | 34            | —        | —        | —        | —        | —        |
| 2011/12      | New York Islanders            | NHL          | 49            | 4             | 5             | 9             | 6             | —        | —        | —        | —        | —        |
|              | Boston Bruins                 | NHL          | 21            | 3             | 12            | 15            | 8             | 7        | 1        | 2        | 3        | 0        |
| Celkem v NHL | Celkem v NHL                  | Celkem v NHL | 1256          | 342           | 419           | 761           | 472           | 77       | 20       | 14       | 34       | 38       |

## Zajímavosti
Starší bratr Ron trénuje v NHL celek Buffalo Sabres. Brian je jediný Američan, který vyhrál Světový pohár a zároveň má medaili z olympijských her i mistrovství světa.
Na světovém v šampionátu 1996 ve Vídni dal v utkání o 3. místo proti Rusku dvě branky, včetně té rozhodující v prodloužení, díky které Američané získali první medaili z MS od roku 1962.